# Carbó del blat de moro
El carbó del blat de moro o de la dacsa (Ustilago maydis) és una espècie de fong ustilaginomicet de la família de les ustilaginàcies (Ustilaginaceae). És un fitopatogen que en les plantes de blat de moro i el seu antecessor silvestre, el teosinte, causa una malaltia que apareix com una massa negra (el "carbó"). A Mèxic aquesta massa negra es coneix amb el nom indígena de huitlacoche; i se la mengen normalment farcint un tipus de quesadilla i altres aliments basats en la tortilla i en les sopes.

## Etimologia
Huitlacoche o cuitlacoche prové de l'idioma Nàhuatl clàssic.

## Característiques
Encara que aquest fong pot infectar qualsevol part de la planta, normalment entra als ovaris de la panotxa i substitueix les seves llavors normals per uns grans tumors anàlegs als bolets. Aquests tumors estan fets per cèl·lules molt allargades, espores de color blau fosc i filaments del fong. El nom del gènere Ustilago prové de la paraula del llatí ustilare (cremar).
L'huitlacoche creix millor en temps de secada i en un interval de temperatura entre els 26 i 34 °C.

### Cicle vital

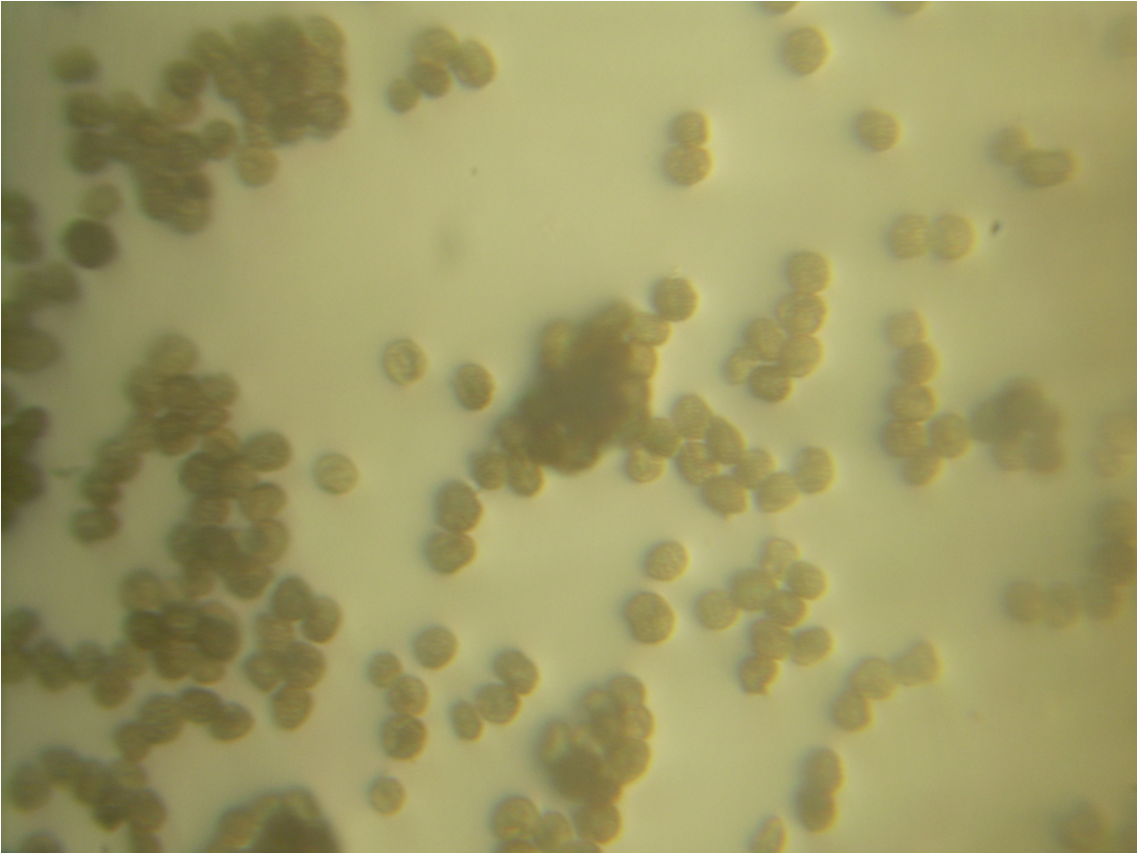
Ustilago maydis amb les teleospores diploides

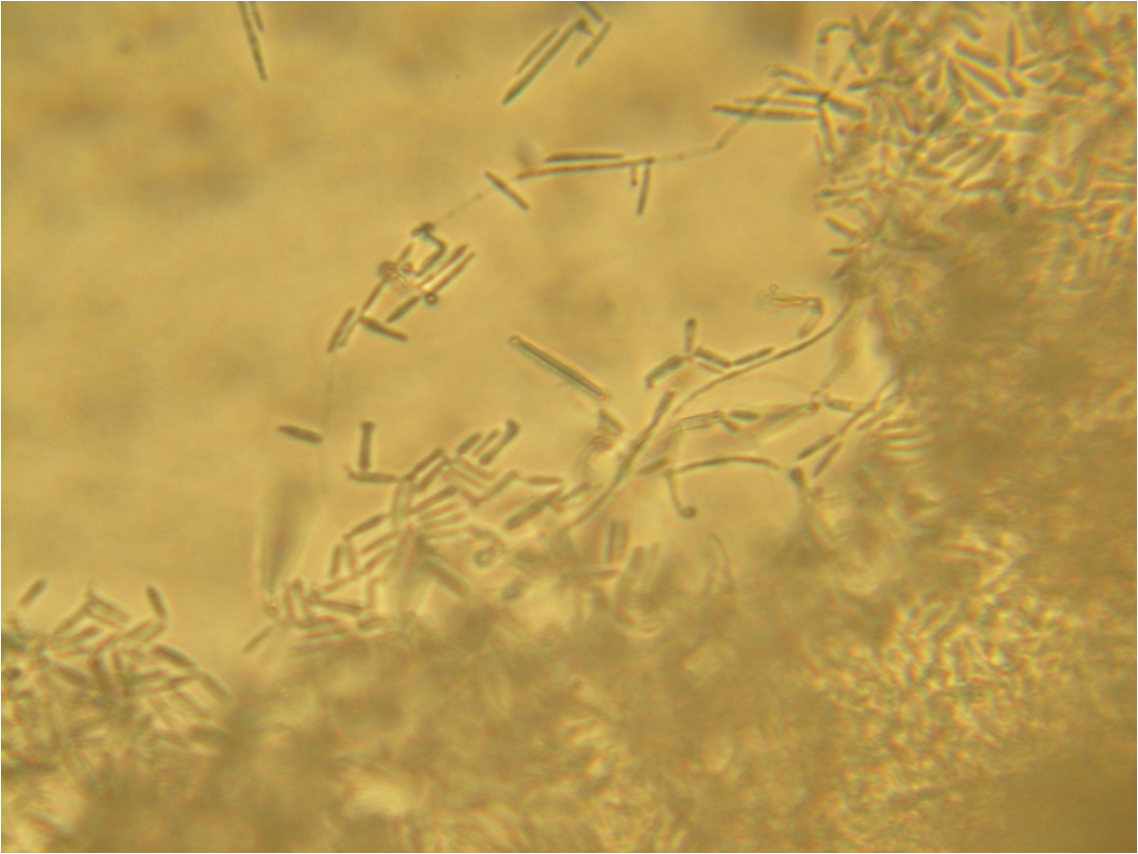
Ustilago maydis amb esporidis haploides

En cultiu de laboratori forma esporidis que són cèl·lules que es multipliquen quan es troben esporidis compatibles sobre una planta canvien cap a un altre sistema de creixement. Primer fan hifes per entrar dins la planta.
La proliferació del fong dins la planta porta a símptomes com la clorosi, formació d'antocians, reducció del creixement i aparició dels tumors que hostatgen teliòspores.
Les espores madures s'alliberen des dels tumors i s'estenen per la pluja i el vent. Sota condicions apropiades es formen probasidis en els quals hi ha la meiosi. En resulten nuclis haploides que migren a cèl·lules allargades i les quals formen els esporidis completant el cicle.

## Usos

### Organisme model
El creixement similar a un llevat d'U. maydis el fan un organisme model atractiu per la recerca científica, especialment per la modificació genètica. El seu genoma està totalment seqüenciat.

### Ús culinari

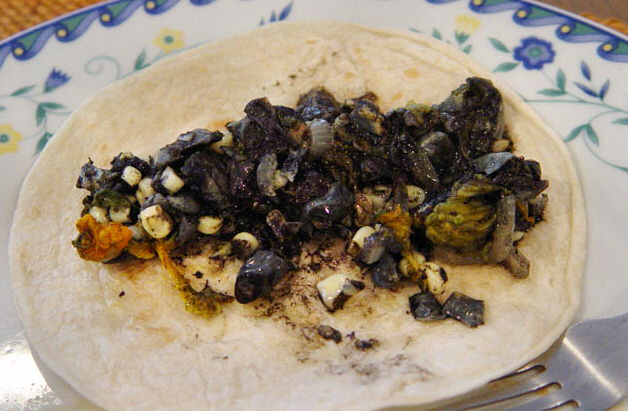
Huitlacoche, taco de blat de moro

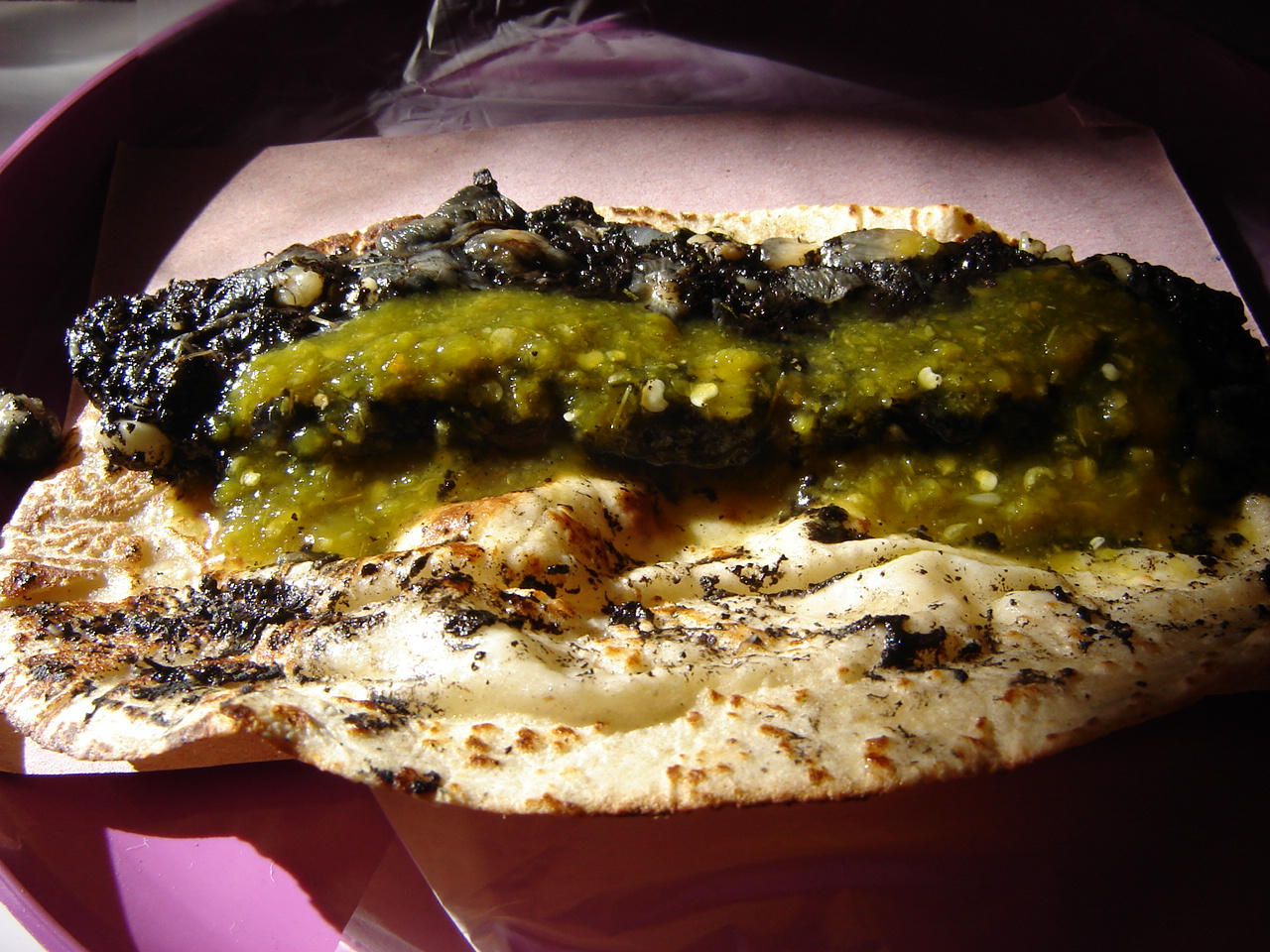
Quesadilla de huitlacoche

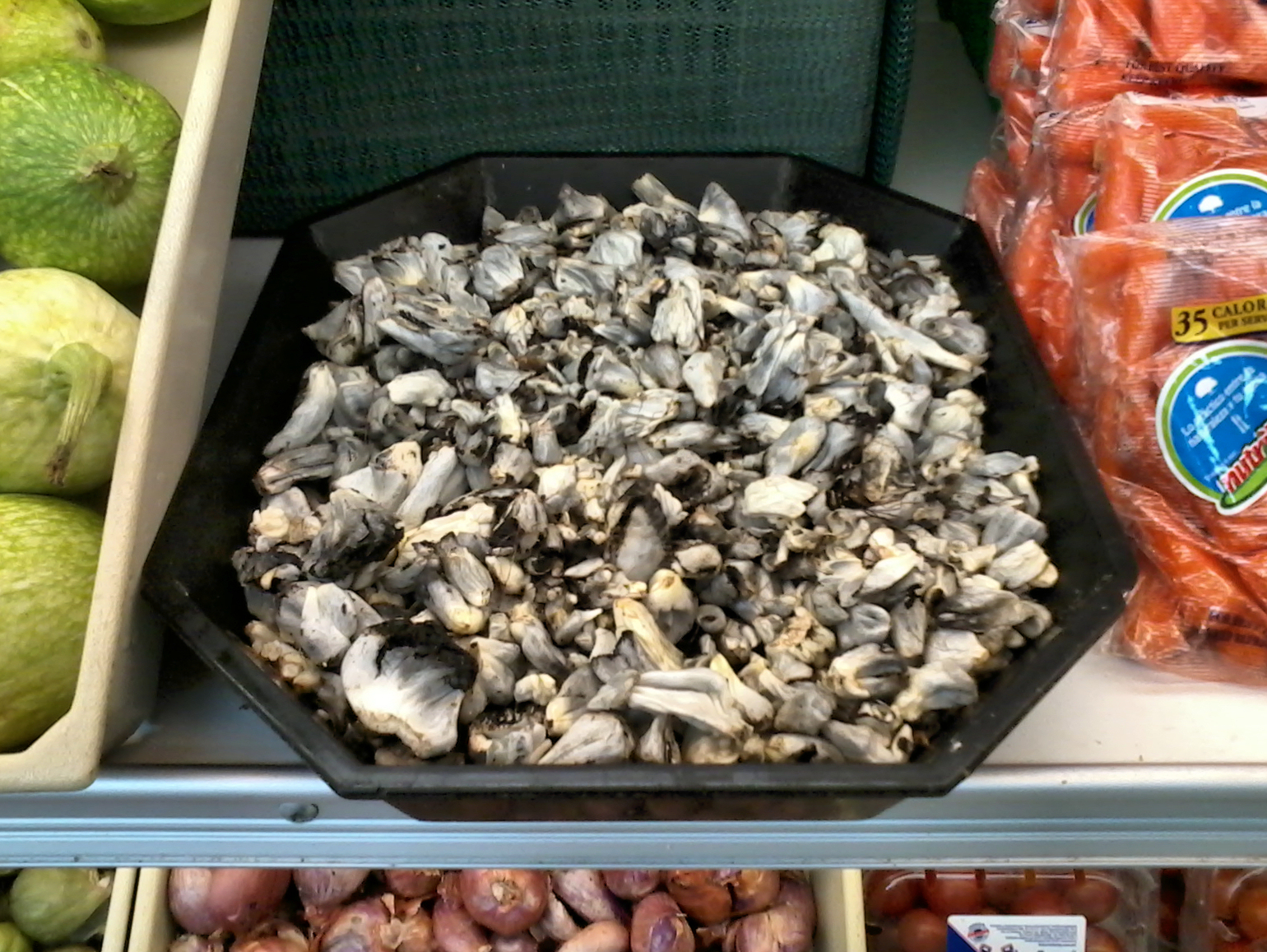
Huitlacoche a la venda al departament de Soriana a Mèxic

Encara que el carbó del blat de moro redueix el rendiment de la collita o fins i tot l'anul·la, alguns productors utilitzen les plantes infectades per fer-ne l'ensitjat. A Mèxic es considera una delikatessen i el seu preu és molt car. El consum d'aquest carbó va originar la gastronomia asteca.
A Mèxic el huitlacoche principalment es consumeix en estat fresc i es pot comprar en restaurant o al carrer i fins i tot enllaunat i via internet.